# Friedrich Jeremias
Friedrich Jeremias (* 7. Januar 1868 in Meerane; † 24. März 1945 in Kipsdorf) war ein deutscher evangelischer Pfarrer und Theologe.

## Leben
Friedrich Jeremias wurde 1897 Pfarrer in Dresden, ab 1909 war er ebenda Pfarrer des Stadtvereins für Innere Mission.
1910 wurde er Pastor (mit dem Titel Propst) in der Evangelischen Gemeinde deutscher Sprache zu Jerusalem und wirkte an der dortigen Erlöserkirche. Am 21. April 1912 hielt er die Festrede bei der Einweihung der deutschen evangelischen Kirche in Kairo. 1917/18 übernahm er kommissarisch auch das Pfarramt an der Immanuelkirche in Jaffa. Nach der britischen Besetzung Palästinas wurde er im August 1918 in Ägypten interniert und 1920 zwangsrepatriiert. Er amtierte ab 1921 als Konsistorialrat in Magdeburg und ab 1929 als Oberkonsistorialrat im Evangelischen Oberkirchenrat in Berlin. Ab 1921 war er Vorstandsmitglied des Jerusalemsvereins (JV), 1943–1945 dessen Stellvertretender Vorsitzender, daneben auch Mitglied im Kuratorium der  Evangelischen Jerusalem-Stiftung (E.J.St.). In dem zuletzt von Alfred Bertholet und Edvard Lehmann herausgegebenen Lehrbuch der Religionsgeschichte (4. A., 1925) von P. D. Chantepie de la Saussaye verfasste Friedrich Jeremias den Beitrag Semitische Völker in Vorderasien.
1924 erhielt er von der Universität Leipzig den Ehrendoktortitel.

## Familie
Der Göttinger Neutestamentler Joachim Jeremias (1900–1979) war sein Sohn, dessen Söhne – der Neutestamentler Gert Jeremias und der Alttestamentler Jörg Jeremias – seine Enkel. 